# Чагирська печера

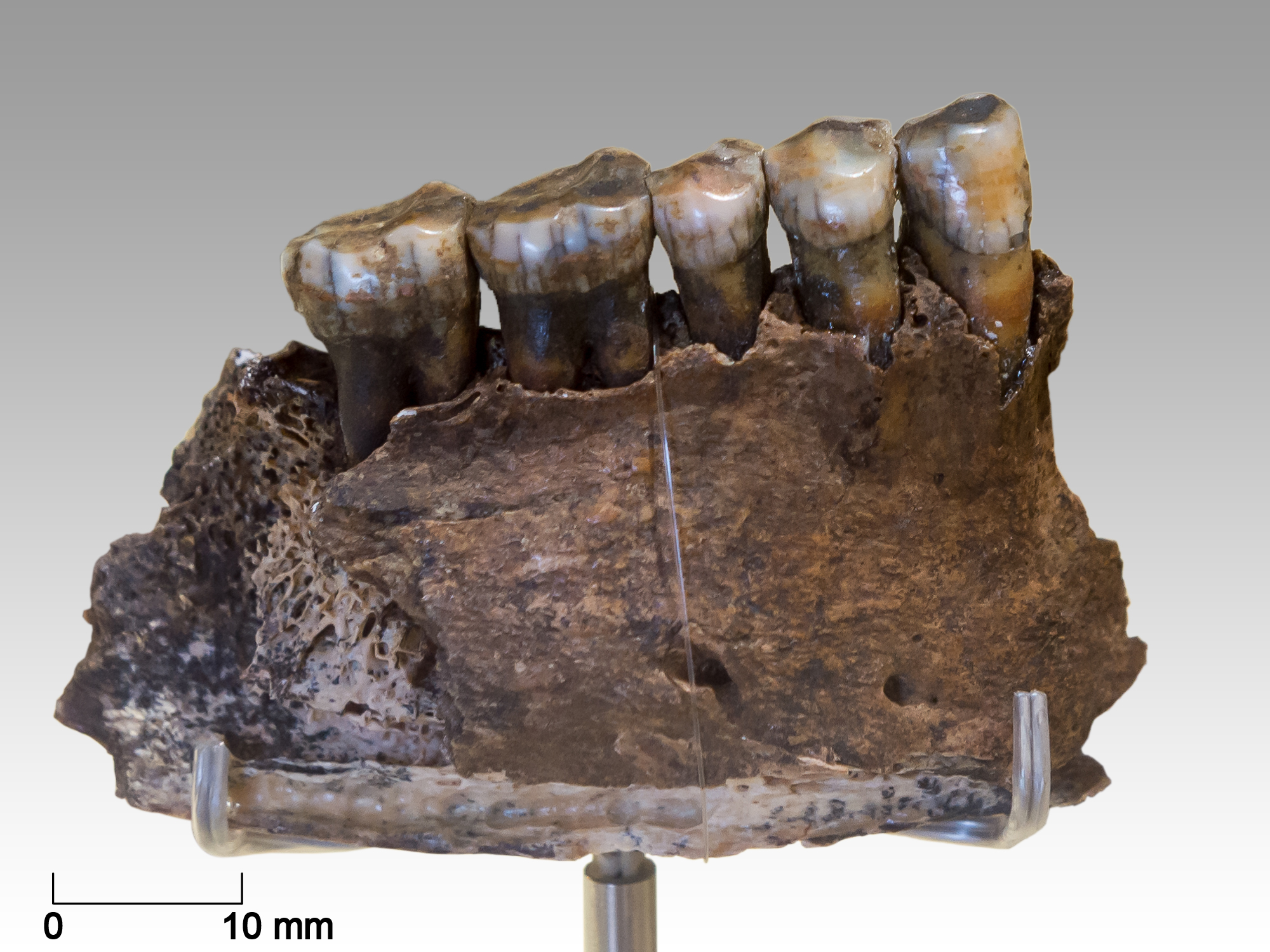
Chagyrskaya 6

Чагирська, Руднича, Заяча печера (рос. Чагырская, Рудничья, Заячья) — печера на Алтаї, Алтайський край, Росія.  Загальна протяжність — 40 м. Глибина печери — N/A м, амплітуда висот — N/A м; загальна площа — 134 м²; об'єм — 280 м³.  Печера відноситься до Західноалтайської області Алтайської провінції Алтай-Саянської спелеологічної країни. Кадастровий номер 5126/8309-2.
Розташована у південній частині Алтайського краю на території Краснощековського району за 2 км вгору по річці від селища Усть-Чагирка, північних відрогах Тигирецького хребта в обриві лівого берега річки Чариш на висоті 25 м від урізу води і є карстовою порожниною трапецієподібної форми. У печері є два зали площею близько 130 м².
Археологічні матеріали, виявлені у Чагирській печері, мають єдиний аналог на Алтаї, представлений в індустріях печери Окладникова. У Чагирській печері знайдено кристалик, який неандертальці відкололи від друзи гірського кришталю, цілеспрямовано принесли його в печеру, але ніяк його там не експлуатували..
Дата покрівлі шару 6а і середній частині шару 6б, отримана абсолютна дата: 49 000 р. т., для підошви шару 6б — 49 000 р. т., 52 000 р. т., для покрівлі шару 6в / 1 — 45 672 ± 481 р. т., 49 000 р. т., 52 000 р. т., для середньої частини шару 6в / 1 — 48 724 ± 692 р. т., для підошви шару 6в / 1 — 50 524 ± 833 р. т., 49 000 р. т., 52 000 р. т., для відкладень шару 6в / 2 — 49 000 років тому.
У печері в шарах віком 40-45 тис. років (мустьє) були виявлені кісткові останки трьох людей виду Homo neandertalensis, в тому числі ліва ліктьова кістка неандертальця.
Неандертальська мітохондріальна ДНК була виявлена у відкладеннях Чагирської печери без наявності самих останків неандертальців. Геноми неандертальців Chagyrskaya 8, Gibraltar 1 з печери Форбса (Гібралтар) і Vindija 33.19 (печера Віндія у Хорватії) виявилися ближчими один до одного ніж до геному неандертальця Altai Neanderthal з Денисової печери.. У 20 неандертальських зразків з печери Чагирська (11 зубів і 9 кісток), яка була зайнята неандертальцями під час термінальної фази морської ізотопної стадії 4 (приблизно 60 000 років до теперішнього часу), була секвенована ДНК. У одного зразка добре збереглася ДНК і низькі рівні контамінації мікробної і сучасної ДНК людини дозволили секвенувати геном до високого охоплення (~28x). Чотири зразки не містили певної кількості древньої ядерної або мітохондріальної ДНК. Різну кількість ДНК вдалося витягти з 10 зубів і п'яти кісток (покриття цільових ділянок від 0,08х до 4,5х). Два з цих 15 зразків належали одній і тій же неандертальській особині, а один додатковий зразок належав тій же особині, чий геном був секвеновано з високим охопленням..
За даними генетиків, Чагирську печеру і печеру Сибірячиха (печера Окладникова) населяли неандертальці другої хвилі, у яких був «європейський» антропологічний тип, тоді як у Денисовій печері жили неандертальці першої хвилі. Також під час другої хвилі до Чагирської печери з Європи потрапила технологія мікок — в Чагирській печері неандертальці використовували майже ідентичні європейським форми і способи обробки кам'яного інвентарю. Про це свідчить геометричний морфологічний аналіз тривимірних моделей відсканованих інструментів, знайдених у Чагирській печері і Гроті кресельної скелі (Ессінг, Баварія).